# ロールス・ロイス ジェム

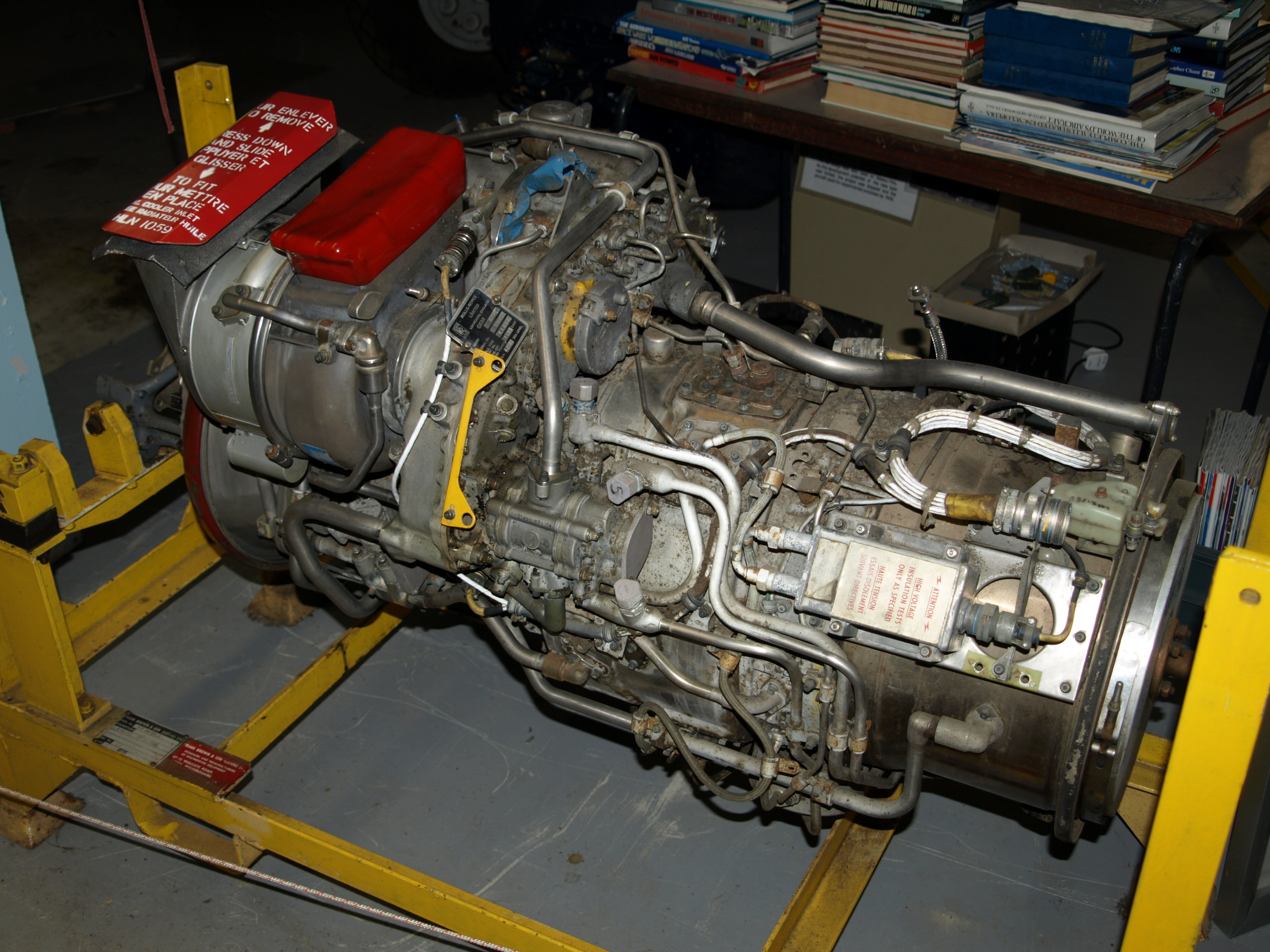
ミッドランド航空博物館で展示されるロールス・ロイス ジェム

ロールス・ロイス ジェム（Rolls-Royce Gem）は、1970年代末にウェストランド リンクスヘリコプター用に開発されたターボシャフトエンジンである。

## 開発
設計はデ・ハビランド (だから名称は"G"で始まる)で開始され、BS.360としてブリストル・シドレーを経由した。1966年にロールスロイスが買収してRS.360になった。
Gemの3軸式のエンジンの仕様はターボシャフト/ターボプロップエンジンでは一般的ではない。基本的な構成は4段軸流式LP(低圧)圧縮機を単段の低圧タービンで駆動され、過給用の遠心式HP (高圧)圧縮機は単段の高圧タービンで駆動される。出力は2段式の自由(出力)タービンに接続された3番目の軸から取り出される。反転流式燃焼器を特徴とする。
Gem 42の出力は離陸時に海面高度での静止時にISA条件下で1,000 shp (750 kW)だが、最大定格(MCR)は1,120 shp (840 kW)である。
近年まで全てのリンクスの派生型はGemを動力としていたが、現在はロールスロイスが所有するアリソンがハネウェルと共同で開発した、より近代的なLHTEC T800が販売される。民間用の派生型はCTS800として知られ、アグスタウェストランドスーパーリンクスの動力となる予定である。

## 搭載機
- アグスタ A129 マングスタ
- ウェストランド リンクス

## エンジンの展示
- ミッドランド航空博物館（英語版）
- ヘリコプター航空博物館（英語版）

## 仕様諸元  (Gem 42)
一般的特性
- 形式: 3軸(圧縮機を駆動するのは2軸)ターボシャフトエンジン
- 全長: 43.4 in (1090 mm)
- 直径: 23.5 in (590 mm)
- 乾燥重量: 414 lb (187 kg)

構成要素
- 圧縮機: 低圧:4段軸流式、高圧:単段遠心式
- タービン: 2段式出力タービン、低圧単段、高圧単段

性能
- 出力: 1,000 shp (746 kW)
- 全圧縮比（英語版）: 12:1
- 空気流量: 7 lb/秒
- 出力重量比:

出典: ロールス・ロイス